# Peter Hauswald
Peter Hauswald (* 31. Oktober 1948 in Kößnach; † 15. April 2023) war ein deutscher Kommunalpolitiker (Freie Wähler).

## Politische Laufbahn
Hauswald wurde am 1. Juli 2000 zum Bürgermeister der Stadt Friedrichshafen gewählt und im April 2008 im Amt bestätigt.
Neben seinem Amt als Sozialbürgermeister war er Aufsichtsratsvorsitzender bei verschiedenen Gesellschaften und Organisationen. Seit 2004 war Hauswald Mitglied des Kreistags des Bodenseekreises. 
Hauswald war verheiratet und hatte drei Kinder.